# Maltextraktagar
Maltextraktagar, MEA, är en gelé som används främst för jäst och mögelsvampodling. Där trivs mycel bra eftersom den är anpassad till spor- eller svampodling på agarplattor.